# 齐丹塔一世
齐丹塔一世（英語：Zidanta I），古王国的赫梯国王。 篡夺汉提里一世之位，在位约10年遇刺身亡。